# Circo di Massenzio
Il circo di Massenzio (anche detto circo di Romolo e, impropriamente, circo di Caracalla) è un antico circo di Roma.
Fa parte del complesso architettonico fatto edificare intorno al 311 da Massenzio lungo la Via Appia.

## Struttura
Il circo, costruito in laterizio, era lungo 465 m, con una larghezza nel punto più ampio di 71 m, e la spina, la struttura che separava i due rettilinei, era lunga 270 m circa; Massenzio la decorò con un obelisco proveniente dal tempio di Iside al Campo Marzio, noto come obelisco Agonale, collocato da Gian Lorenzo Bernini nel XVII secolo sulla Fontana dei Quattro Fiumi a Piazza Navona. È stato calcolato che, essendo riservato alla famiglia imperiale e agli amici, era in grado di ospitare solo 10.000 spettatori - il Circo Massimo, come termine di confronto, ne poteva ospitare da 260.000 a 300.000.

## Conservazione
Attualmente il circo di Massenzio si presenta in stato di rovina, tuttavia il muro di cinta ancora eretto e i resti della spina ne fanno il più significativo esempio di circo romano pervenuto dall'antichità. La ragione di un tale stato di conservazione è probabilmente individuabile nella morte di Massenzio, avvenuta nel 312 a opera di Costantino I nella battaglia di Ponte Milvio, evento che comportò l’abbandono del complesso.

È inoltre verosimile che il circo non sia mai stato effettivamente utilizzato: durante gli scavi archeologici non sono infatti emerse tracce della sabbia che avrebbe dovuto ricoprire la pista delle corse.

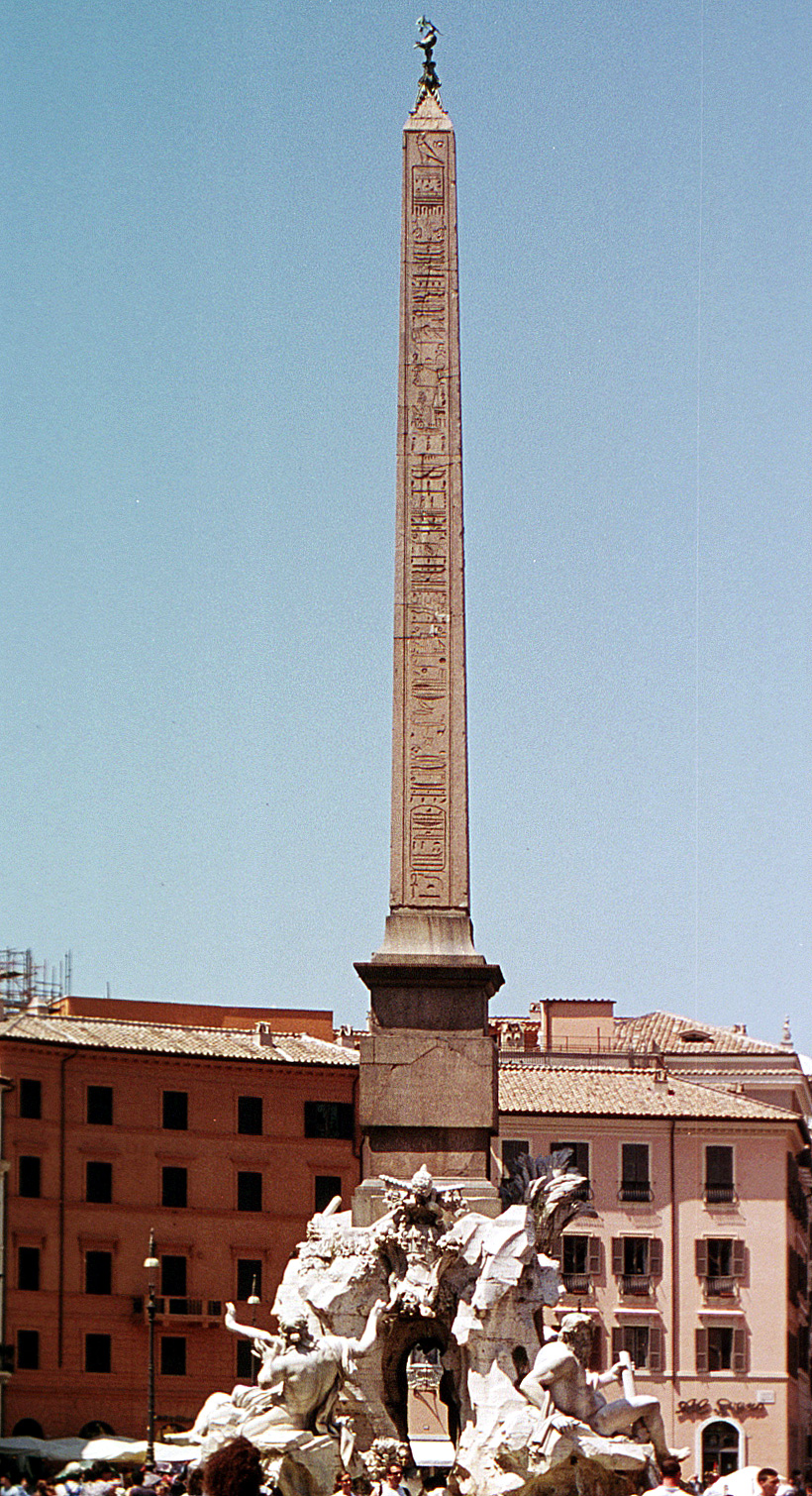
L'obelisco agonale, oggi a Piazza Navona a Roma, decorava in origine il tempio di Iside al Campo Marzio: Massenzio lo fece trasportare nel proprio circo per decorarne la spina
La pianta del circo, con le tribune (A), la loggia imperiale (B), la spina (D), le mete (E), le carceres (H) e la porta trionfale (O)
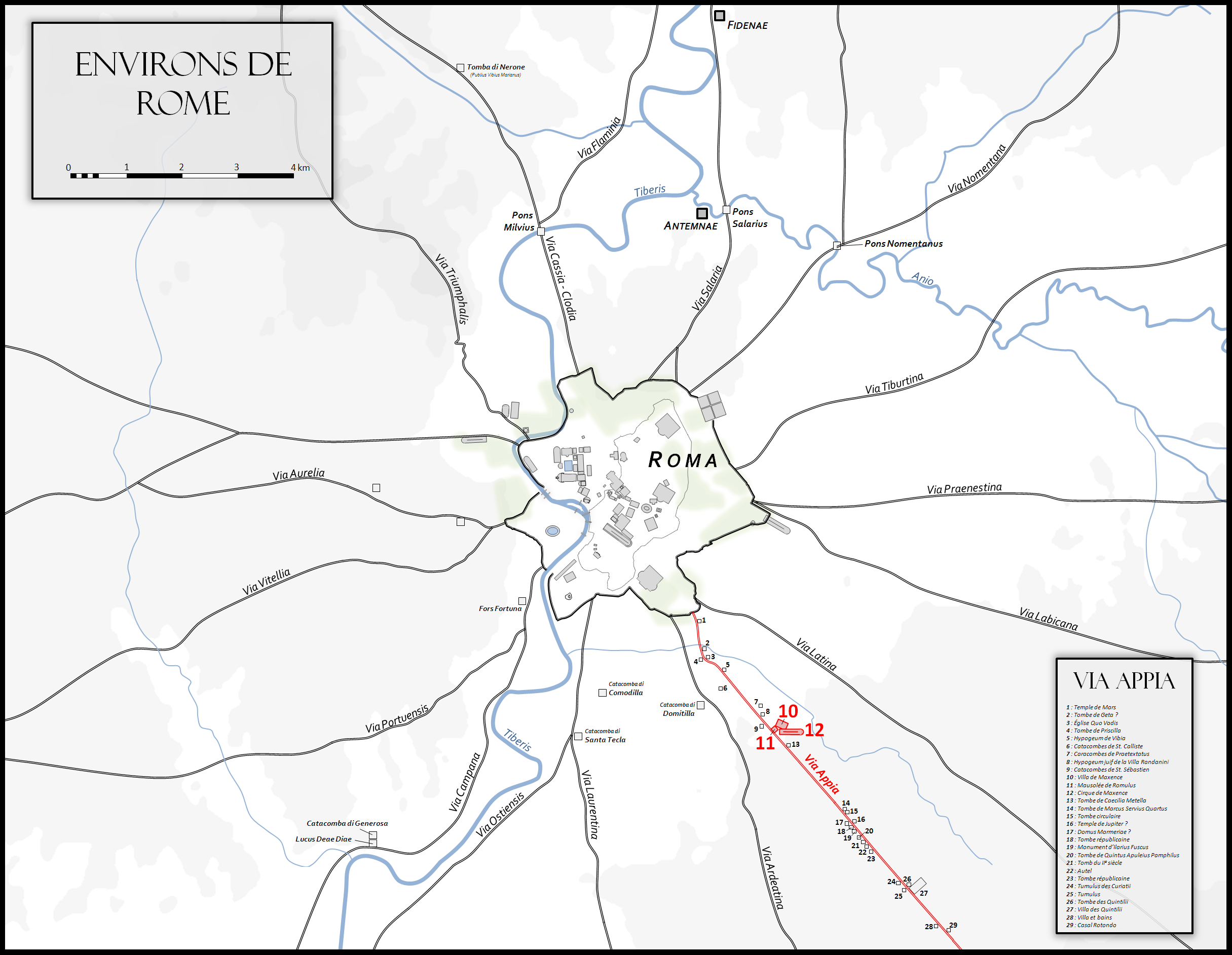
Il circo e la villa di Massenzio nei pressi della Via Appia.